# داسو أوراجان
داسو إم.دي.450 أوراغان (بالإنجليزية: Dassault Ouragan) (وتعني "الإعصار")، هي طائرة مقاتلة-قاذفة فرنسية طورتها وأنتجتها شركة داسو للطيران. نشأت هذه الطائرة كمبادرة خاصة من شركة داسو لإنتاج طائرة فرنسية خالصة تعمل بمحرك نفاث، وقد تلقت لاحقًا طلبات من سلاح الجو الفرنسي.
تميّزت الأوراغان بكونها أول طائرة قتالية فرنسية الصنع تعمل بمحرك نفاث تدخل مرحلة الإنتاج الفعلي، مما جعلها علامة فارقة في مسيرة تعافي صناعة الطيران الفرنسية بعد الحرب العالمية الثانية. وقد دخلت الخدمة في عدة دول، منها فرنسا والهند وإسرائيل والسلفادور. وفي سلاح الجو الإسرائيلي، شاركت الأوراغان في كل من أزمة السويس وحرب الأيام الستة.

## المشغّلون
- فرنسا: استخدم سلاح الجو الفرنسي 370 طائرة، بما في ذلك النماذج الأولية.[1]
- الهند: سلاح الجو الهندي 104 طائرات.
- إسرائيل: سلاح الجو الإسرائيلي 75 طائرة.
- السلفادور: سلاح الجو في السلفادور 18 طائرة.